# Rubis (S601)
Pour les articles homonymes, voir Rubis (homonymie).
Le Rubis est un sous-marin nucléaire d'attaque de la Marine nationale française. Navire de tête de la classe Rubis, il est en service de 1983 à 2022. Affecté à l'escadrille des sous-marins nucléaires d'attaque (ESNA) basée à Toulon, il participe notamment à la guerre du Golfe et aux opérations Héraclès et Harmattan. Depuis le 18 mai 1991 sa ville marraine est Nuits-Saint-Georges.

## Histoire

### Construction
Initialement dénommé Provence, le Rubis a été mis en chantier le 11 décembre 1976. Il a été lancé le 7 juillet 1979 à Cherbourg (Cherbourg-en-Cotentin depuis 2016), et admis au service actif le 23 février 1983.

### Service actif
En 1985, le Rubis récupère en mer trois agents de la DGSE lors de l'affaire du Rainbow Warrior,.
En 1991, il est déployé pendant la Guerre du Golfe. En 1999, il participe à l'opération Trident pendant la guerre du Kosovo, puis en 2002 à l'opération Héraclès dans l'océan Indien dans le cadre de l'intervention en Afghanistan. En 2011, le Rubis est déployé en Méditerranée dans le cadre de l'opération Harmattan, lors de l'intervention en Libye.
En 2022, il effectue sa dernière mission opérationnelle du 30 juin au 30 juillet. Il quitte Toulon le 21 octobre 2022 à destination de Cherbourg, où commence son désarmement le 2 décembre.

### Accidents
- 17 août 1993 : le Rubis entre en collision avec le pétrolier Lyria au large de Toulon lors de sa remontée en surface provoquant une pollution de 2 000 tonnes d'hydrocarbures[6].
- 30 mars 2007 : le Rubis heurte le fond de la mer au large de la côte Varoise, provoquant des dégâts importants[De quoi ?][réf. nécessaire].

### Décorations
- Fourragère aux couleurs de la Croix de l’Ordre de la Libération (depuis le 18 juin 1996).
- Médaille de la Croix de la Valeur militaire avec une palme sur le fanion (depuis le 5 juin 2012).

## Caractéristiques

### Navigation
Le Rubis est équipé de deux centrales inertielles de navigation SIGMA 40 XP créées par Sagem pour les sous-marins de type SNA.

### Galerie de photos

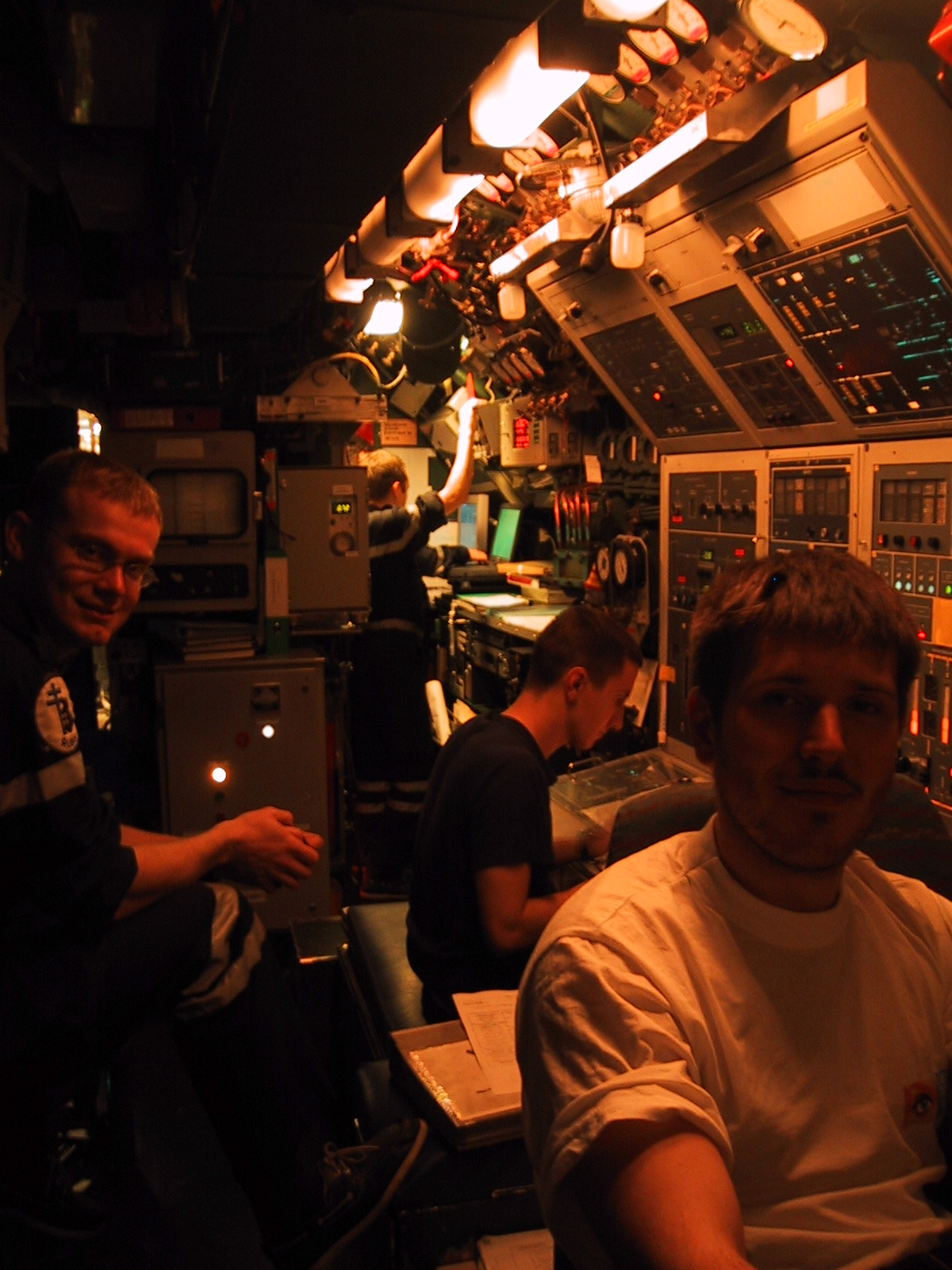
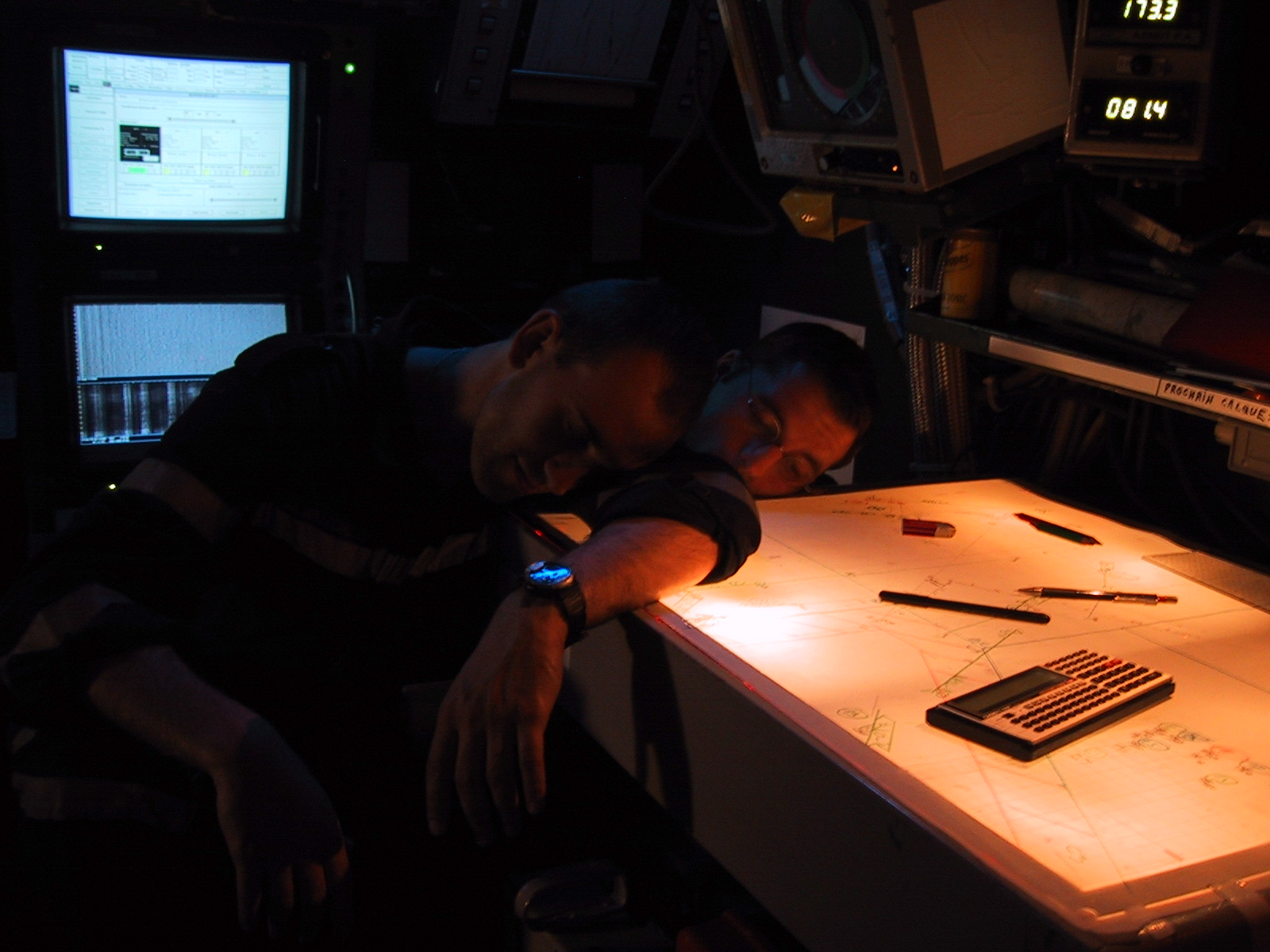
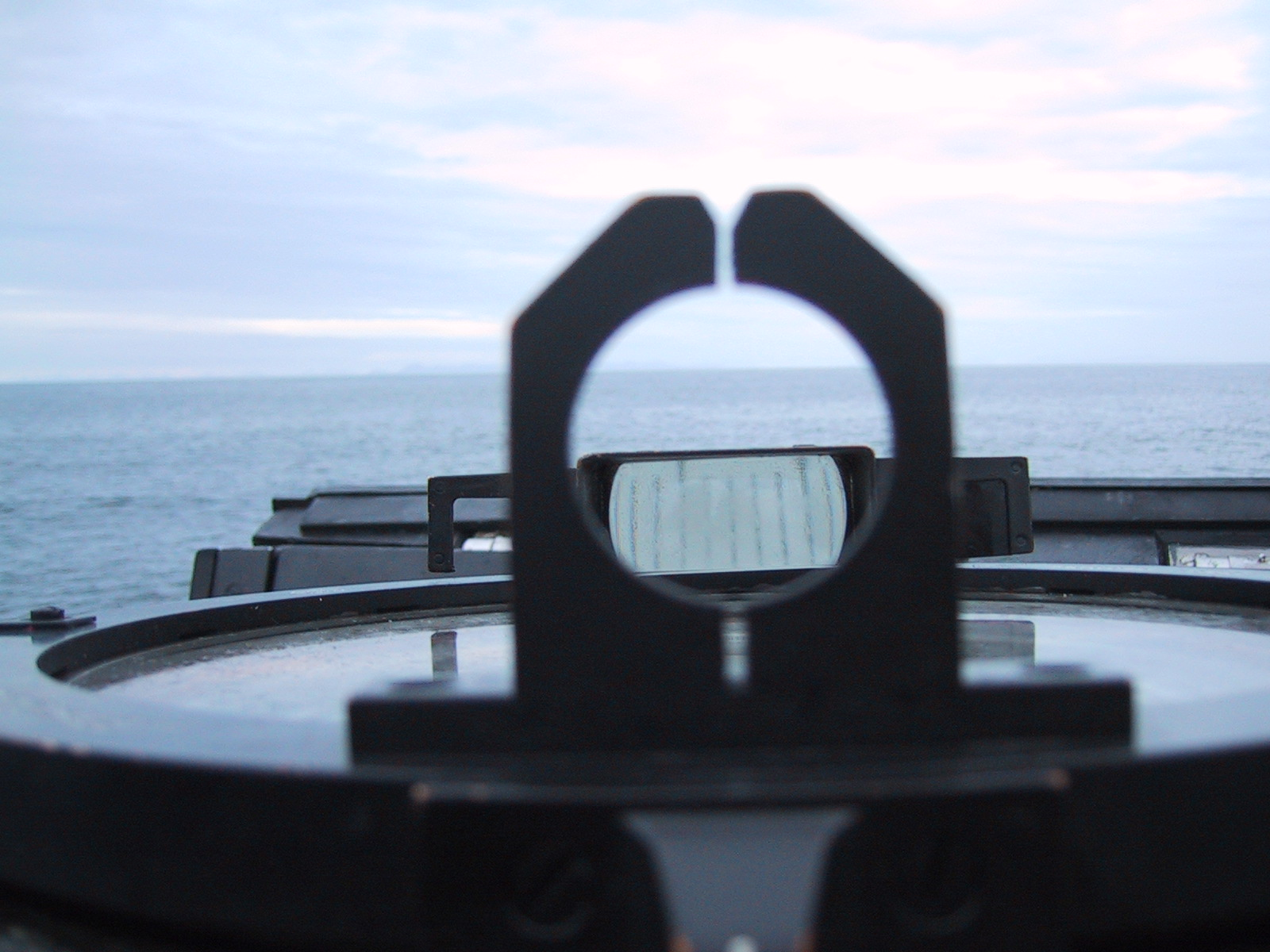
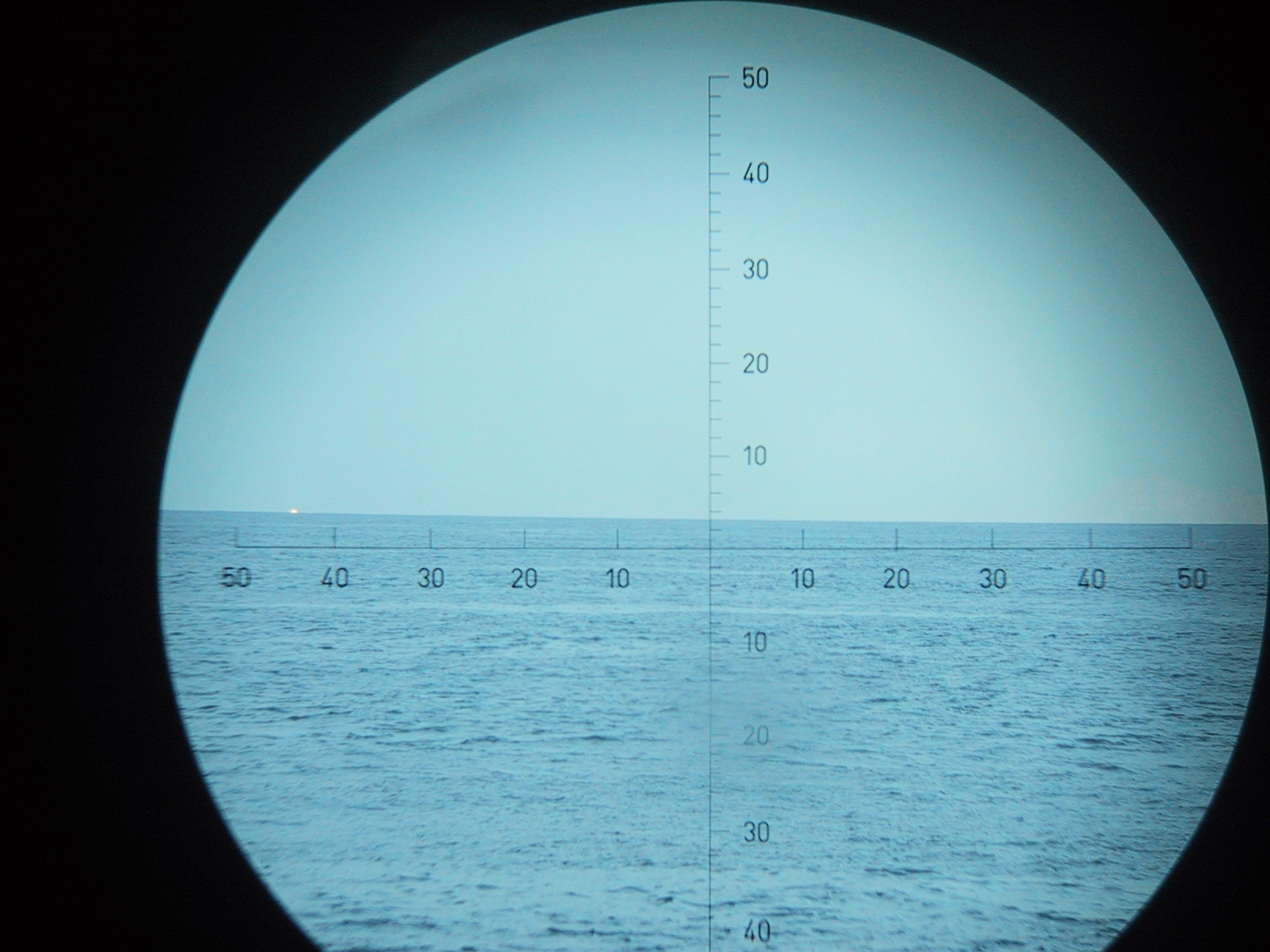
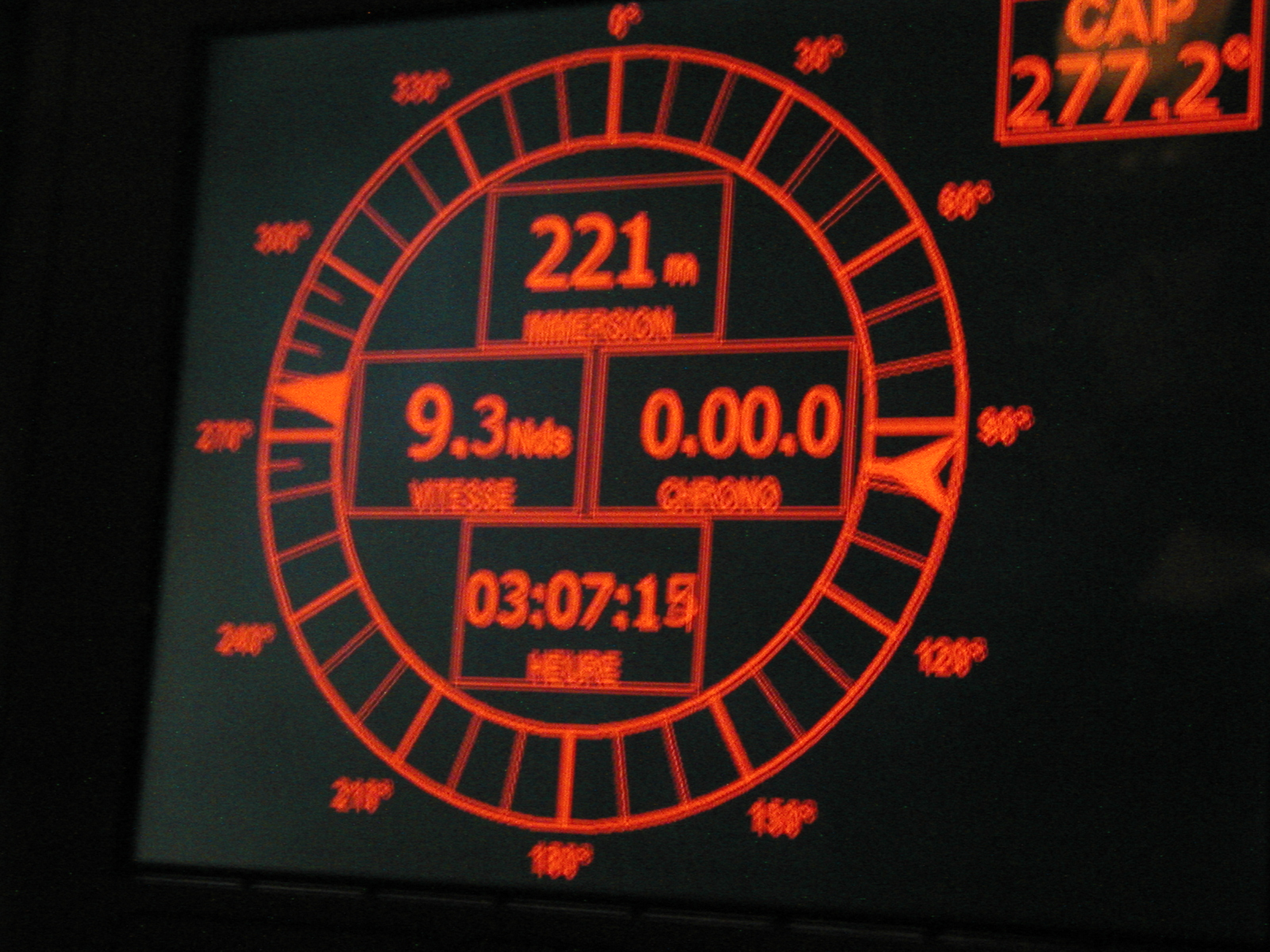